# Lilla Kullagölen
Lilla Kullagölen är en sjö i Ronneby kommun i Blekinge och ingår i Vierydsåns huvudavrinningsområde.